# 石見神楽
石見神楽（いわみかぐら）は、日本の神楽の様式のひとつ。島根県西部（石見地方）と広島県北西部（安芸地方北部）において伝統芸能として受け継がれている。日本神話などを題材とし、演劇の要素を持つ。

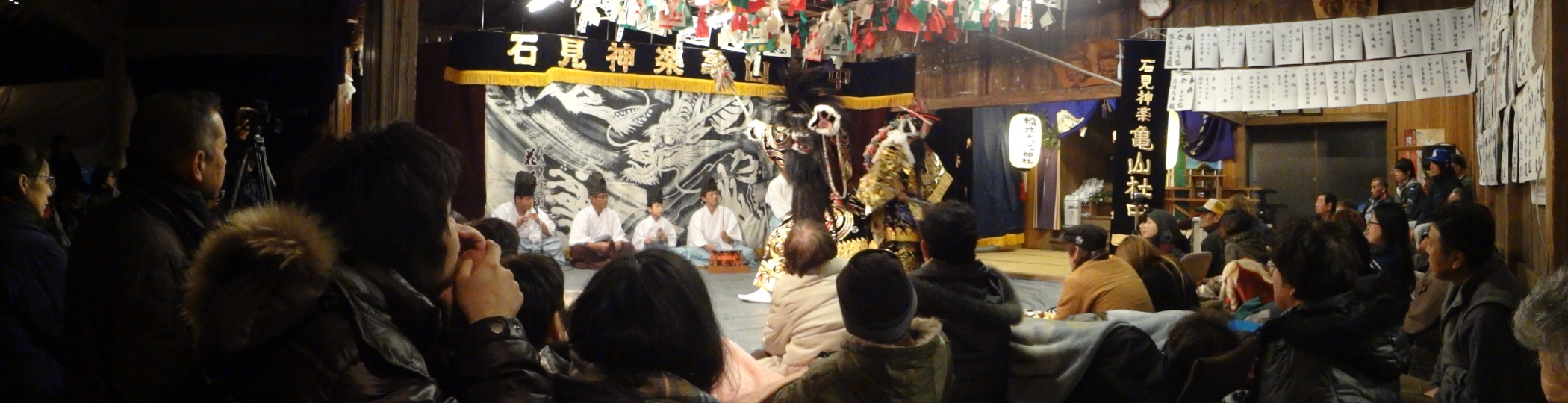
神社での石見神楽奉納の様子

## 起源と伝播
起源については諸説あるが、石見地方において室町時代後期には既に演じられていたと言われ、田楽系の神楽である大元神楽をルーツとし、出雲流神楽（佐陀神能）・能・狂言・歌舞伎などが影響を与えて演劇性を増し、現在の石見神楽が形成されたとされる。
その後広島県北西部へと伝わり、各々の地方において独自の変化を遂げている。現在では、広島県北西部での神楽を『芸北神楽』『ひろしま安芸高田神楽』と呼んで区別する場合もある。また戦後、野村砂男によって北九州に伝えられた石見神楽は北九州地域の気質に合う形に変化した『折尾神楽』となり地域の郷土芸能として定着している。
1979年、前述の大元神楽が国の重要無形民俗文化財に指定されたほか、各県各地多くの神楽が県または市町村の無形民俗文化財に指定されている。2017年には高円宮殿下記念地域伝統芸能大賞を受賞。2019年5月20日には、石見神楽（および15の構成文化財）が日本遺産に認定された。
また、石見神楽から派生した、島根県西部の石見地方から山県郡全域に伝わった「旧舞」と言われるものと、石見地方から高田群を経て終戦後に伝わった「新舞」と言われるものとが北広島町東部で合流し、「芸北神楽」と呼ばれこの地方の民俗芸能として伝承されている。石見神楽とは違い、芸北神楽は秋の実りに感謝し、奉納する舞いに神話や伝説を取り入れて神楽化したものである。

## 特徴

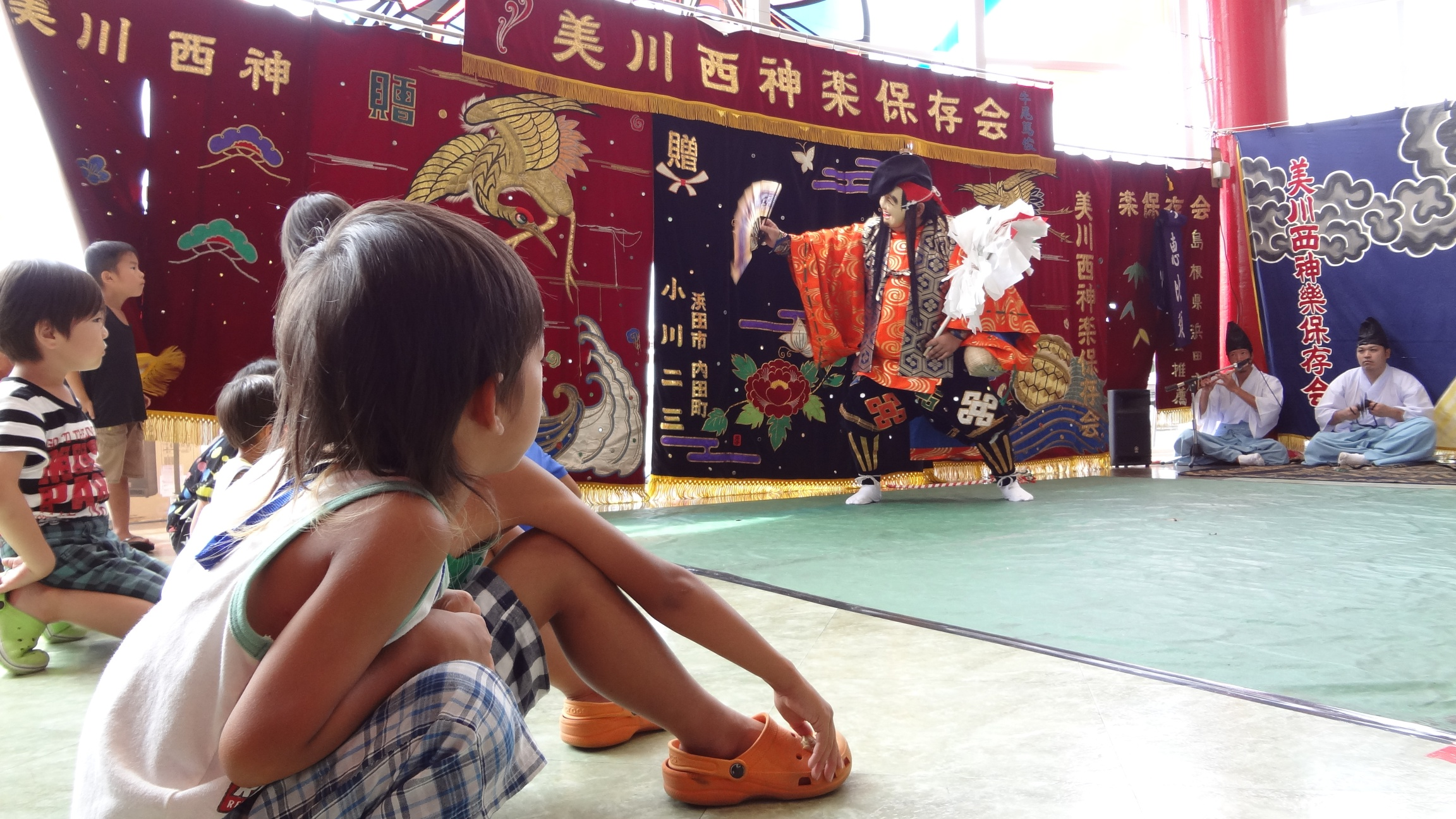
神楽を観る子供たち（演目：恵比須）

七座（神楽面なしで舞う、清めや祓いの採物舞）と神能（神話劇、能舞）とが整然と分かれず、演劇性・エンターテインメント性を強めた大衆的な芸能として発展している。一般的な神楽のイメージとは一線を画した「軽快かつ激しい囃子と舞い」が特徴で、盛んな石見地方・ 広島県北西部では子供から高齢者にまで幅広く人気がある。
石見神楽はもともと、収穫期に自然や神へ五穀豊穣を感謝する神事として、氏神社において夜を徹して朝まで奉納されるものだったが、現在はこの奉納神楽に加え、地元ほか各地で行われる定期上演、競技会（競演大会）、祭りや民間各種イベントなどでも披露されている。各種競技大会や観光向け定期公演などを除けば無料で観られる場合が大半であり、観覧制限もないため、石見神楽を観られる機会は年中を通して非常に多くなっている。
また、島根県立しまね海洋館アクアス（浜田市/江津市）、神楽の里・舞乃市（江津市）、温泉テーマパーク「神楽門前湯治村」（広島県安芸高田市）、国営備北丘陵公園（同県庄原市）など、神社以外にも神楽専用の舞台を常設している施設もある。2019年4月には、当該地域外では初となる常設の定期公演施設「石見神楽なにわ館」（大阪・難波）がオープンしている。
近年は全国各地での上演機会も増え、ヨーロッパやアジア、中東などに遠征しての外国公演も行なわれている。以上から、当該地域の神楽は地元の主要観光資源としての様相も呈してきている。

### 神楽団体
神楽団体は石見地方および広島県北西部で各々100以上に及び、その地域や団体毎に様々な特徴がある。
大正以前は、各地域の神職または氏子が奉納のために集まって団体を形成していた。20世紀後半からは「同好会・保存会」として結成された団体や、島根県外の有志で発足した団体も増加している。このため氏子として地元の団体へ弟子入りせず、好みの団体へ加入するケースが主流となっている。子供神楽も盛んであり、石見神楽の伝承に力が注がれている。
奉納先からの奉納金、観客からの花代（祝儀）、寄付等を収入として活動経費に利用している。石見神楽を興行化した団体は存在せず、すべての所属者は他に仕事等を持っている。

### 奏楽
奏楽は、大太鼓・締太鼓・手打鉦（銅拍子、チャッパ）・横笛の四者で構成される。楽譜はなく、大太鼓の奏者が演目を掌握しながらリードし、他の奏者は大太鼓の流れに合わせて型を奏する。場合により笛奏者がリードする役割を持つこともある。阿吽の呼吸が必要となるため、奏者は鍛錬と技術が求められる。
また奏者は演奏しながらその演目に合わせた短歌形式の神楽歌（舞歌）を唄い、また掛け声などでより雰囲気を盛り上げる。
演目序盤は神楽歌と共にゆったりとした囃子で、物語が進み鬼と神との格闘といったクライマックスになると一気に速いテンポの激しい囃子へと切り替わる。

### 調子
調子とは囃子や神楽歌を含む奏楽の旋律を総合的に示したものであり、一般的には手組みやテンポの遅速でその違いを感じられる。石見神楽では概ね「六調子」と「八調子」に分かれる。
明治時代初期より過去は、神主または社人ら神職による優雅で緩やかな（六調子）舞が神社等において奉納されていた。明治時代初期に石見地方の国学者たちによる神楽様式の改正が行われ、また神職演舞禁止令・神懸り禁止令により神能を民間の氏子が務めるようになった（神俗交代）際に、多くの地域で激しく速いテンポ（八調子）を取り入れ娯楽性を高めた神楽へと変化していった。
なお同じ石見神楽であっても、調子や囃子、演舞（後述）の型は各地域・団体で異なっており、いくつかの系統に分かれている。
- 石西八調子（概ね、益田市周辺）
- 浜田八調子（概ね、浜田市以東の日本海側）
- 阿須那系八調子（概ね、旧羽須美村および広島県旧高田郡周辺[15]）
- 矢上系六調子（概ね、旧石見町および広島県山県郡周辺[15]）

現代では大まかに上記4系統へ分類され、他にも出雲神楽と折衷した型を持つ団体（大田市周辺）、調子を区分できない独特の型を持つ団体（抜月神楽団）なども存在する。このため、石見神楽の中だけでも多様な囃子や舞いを観ることができる。

### 演舞
舞手は金糸銀糸を用いた絢爛な衣装（舞衣）と神楽面を着用し、武器・扇・幣といった採物を手に持ち、物語に応じた口上も交えながら舞う。演目によっては舞衣や神楽面の早変わり、花火類やドライアイス煙幕の使用など、趣向を凝らした演出も用いられる。
神楽面は現在でも一部で木彫りの面を用いているものの、もっぱら石州和紙の張子面を付ける。割れにくく軽量な和紙製の面が石見神楽にもたらした効果は計り知れない。しかし軽量とはいえ、衣装の重さと石見神楽特有の激しい舞いへの要求から、全編通して面をつけて舞うのは体力の消耗が激しい。そこで鬼や悪者を退治した後の『喜びの舞』については神方が面を外して舞う事が許されており、現在は多くの団体でそのように行っている。広島県北西部（阿須那系）では神方が着面せず、白塗りの化粧をして舞うことが多い。

## 主な演目

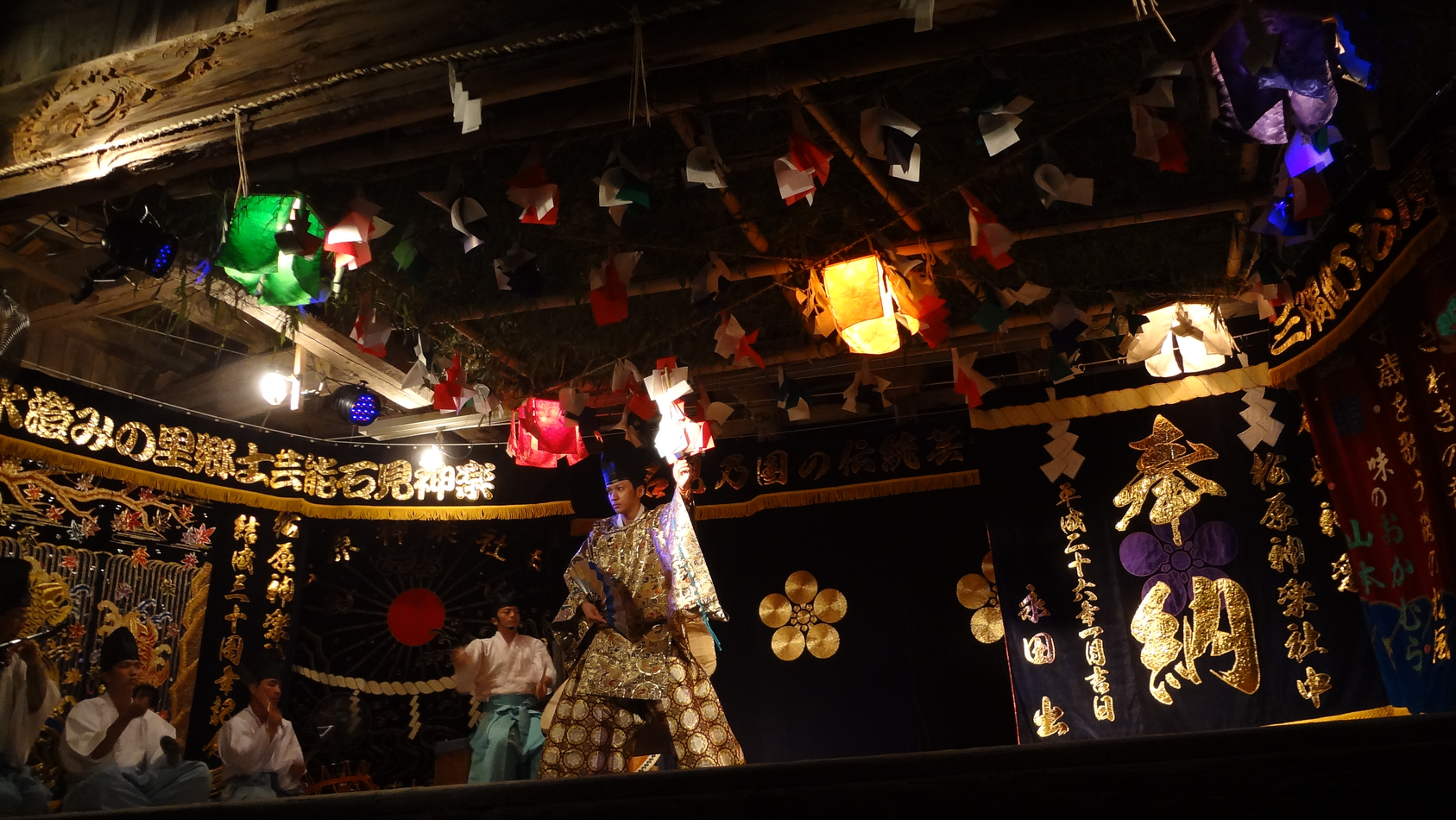
石見神楽『塩祓』- 夜神楽奉納

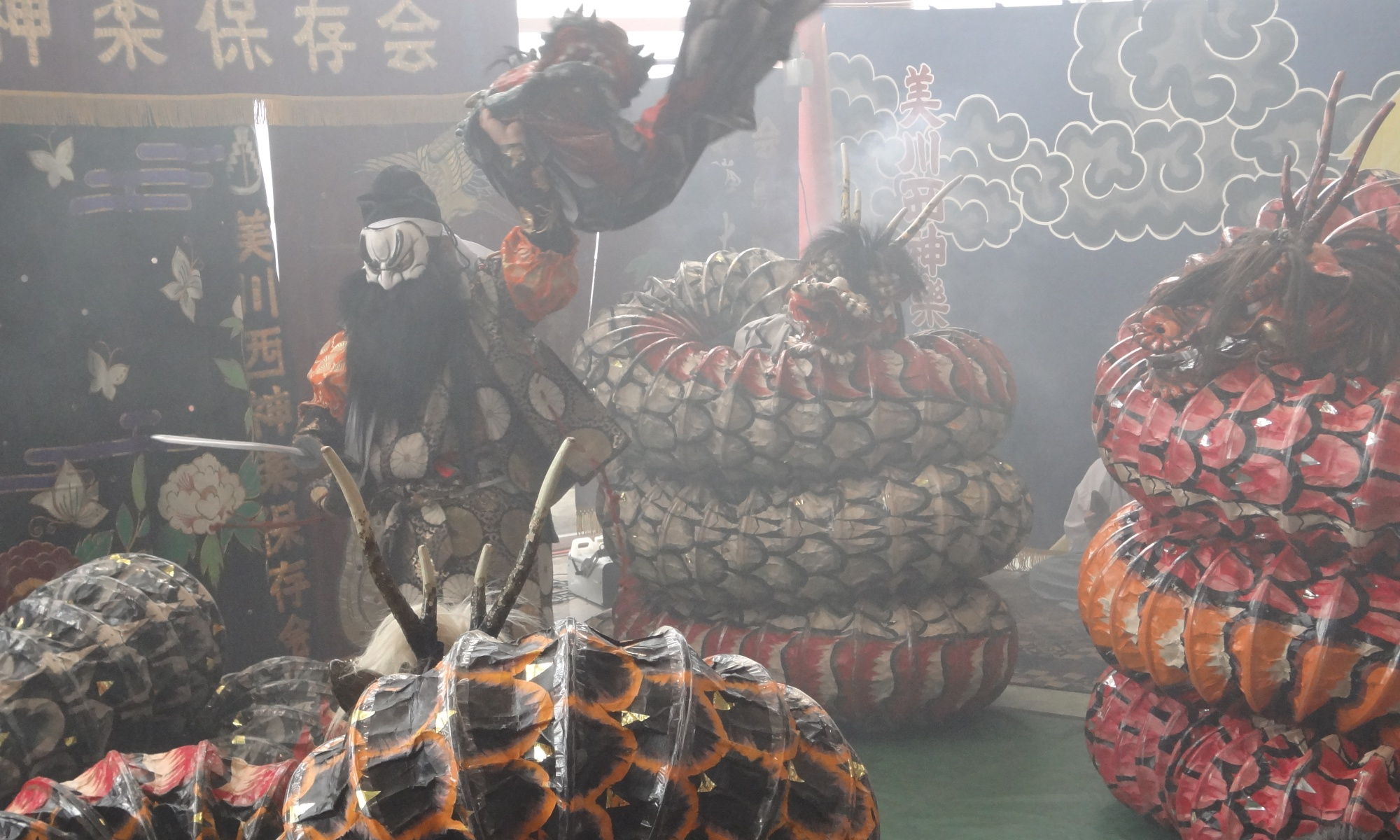
石見神楽『大蛇』

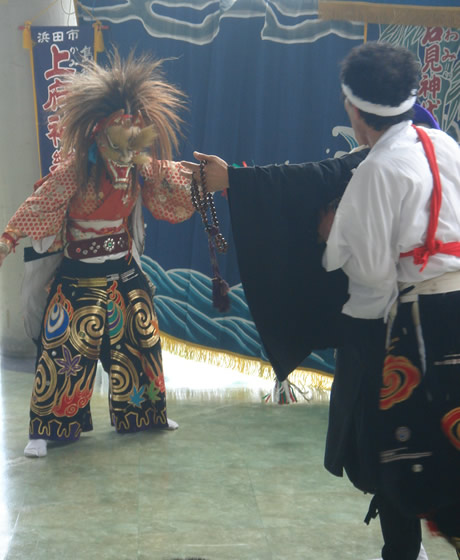
石見神楽（黒塚）

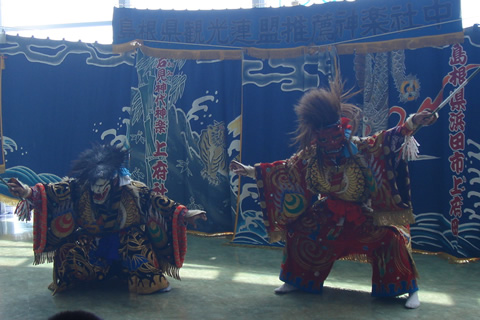
石見神楽（塵輪）

現在は娯楽要素の強い華やかな演目が好まれ、また舞われる事が多く、旧来からの儀式舞・神事的な演目は省略されるなど廃れていく傾向にある。『校定 石見神楽台本』（篠原實）に八調子演目として下記30演目が記録されている。
塩祓 / 四方祓い（しおはらい）/神降し（かみおろし）
神を招く為に神楽殿を清め祓う舞。現在の石見神楽において最も基本であり、最も大事にされている儀式舞。かつては「神楽」が奉納神楽の第一演目だったが現在ではほとんどの団体が省略し、これが第一演目となる。舞手は大抵その団体で一番上手な者が選ばれる。基本的には1人か2人で、神楽面は付けずに演じる。
神楽競演の大会でも（基本的に1団体1演目で競う）この塩祓だけは競技としての演目ではなくあくまで儀式として扱われ、その演ずる団体も特に選ばれた（特別出演とされる）団体だけが舞う事を許される。これは団体にとっては非常に名誉なことであるとされる。
大蛇（おろち）
現代の石見神楽における花形演目で、多くの神楽上演において最終演目として披露される。日本神話におけるスサノオの八岐大蛇（ヤマタノオロチ）退治を題材とした内容で、数頭の大蛇がスサノオと大格闘を繰り広げる壮大なスケールの舞いが見られる。
明治時代までは鱗を描いた白衣と股引で表現されていた大蛇を、舞手であり神官でもあった植田菊市氏が吊り下げ式の提灯に着想を得て、現在の蛇腹式胴体を開発。石州和紙と竹のみという軽量な造りで、自在に伸縮しのたうつ蛇胴を表現し、舞に説得力を持たせることに成功した。。
大蛇が数頭登場するようになったのは戦後で、それ以前は原則一頭のみ、戦後しばらくの間も最大二頭のみの登場だった。
岩戸（いわと）
日本神話におけるアマテラスの岩戸隠れの説話を神楽化したもの。岩戸が開かれた後、舞手は面を外して「喜びの舞」を舞い、土地の平和・繁栄を祈願する演出が特徴。
恵比須（えびす）
釣り好きの神とされるえびす神が鯛釣りをする様子を神楽化したもの。時系列では国譲りより後に位置づけられる。微笑ましい表情の神楽面と愛くるしい身振り手振りで舞い、また演目の中で撒餌に見立てた餅や菓子などを客席へ投げ込む演出が見られ、特に子供達から人気のある演目。
鹿島（かしま）
「国受」「国譲り」とも。葦原中国平定を基にした神楽。経津主神と武甕槌神は出雲国を治める大国主命と国譲りの交渉を行い、大国主命とその第一子事代主命は承諾する。しかし第二子の建御名方命は不服を唱え、経津主神に力比べを挑むが降参して国を譲るという内容。石見神楽としては珍しい、神同士が格闘を行う演目。この格闘は、相撲の起源とも言われており、古事記では建御名方命と武甕槌神の戦いが描かれている。
かっ鼓（かっこ）
切目王子に仕える神禰宜（かんねぎ）が熊野大社の祭礼御神楽に備え、高天原から降りた熊野の宝物「羯鼓（かっこ）太鼓」をよく鳴る場所へ工夫して据えようと舞う神楽。切目の神が気に入る所へなかなか据えられず、何度も据え替える様がコミカルに演じられる。
切目（きりめ）
切目の王子と介添が登場し、神と陰陽五行説について問答し羯鼓を打ち鳴らし天下泰平・国家安泰を祈るという内容。演目「かっ鼓」と連の舞いを形成する。熊野から出向いた御師・先達・比丘尼などが一種の芸能として石見地方に残したものを神楽化した演目である。
貴船（きふね）
能の演目「鉄輪（かなわ）」を基にした舞。夫に捨てられた妻が貴船明神の御神託によって鬼女に変貌、夫を呪い殺そうとする。夫は陰陽師・安倍晴明から身代わりの藁人形を授かり難を逃れ、鬼女は退散するという内容。
黒塚（くろづか）
殺生石（玉藻前）の伝承と、能楽（謡曲）「安達原」（観世流以外での呼称は「黒塚」）とを組み合わせた演目。祐慶法印と剛力は諸国行脚の途上、那須野ヶ原で妖婦に化けた金毛九尾の悪狐と対峙、剛力は食われ祐慶は辛くも逃げ去る。この悪狐を、弓取りの三浦介・上総介が退治するという内容。祐慶と剛力のユーモアある会話や舞手が客席にも乱入して戦うなど、娯楽要素も盛り込まれ人気演目となっている。
五神（ごじん）
「五行」「五郎王子」「五龍王」とも。春夏秋冬を統治する兄四神に対し、第五子の埴安大王が所領分配を要求するも拒絶され、合戦に及ぶ。そこに式部の老人が現れ、春夏秋冬に各々土用を設け、また領地を東西南北と中央に分けて埴安大王に分け与えるよう仲裁し落着するという内容。陰陽五行思想の哲理も取り入れた神楽で、夜神楽奉納では一般的に最終演目として舞われる。
鍾馗/鐘馗（しょうき）
唐の玄宗皇帝を病に苦しめる疫神を、鍾馗が退治するという物語。鐘馗はスサノオが唐に渡り改名した姿との解釈で演じられる場合もある。力強く重厚感のある舞であり、また鍾馗が退治に使う茅の輪は夏の無病息災を願う神社縁起「茅の輪くぐり」のルーツと言われる。
塵輪（じんりん）
「人皇」「人倫」とも。第14代天皇、仲哀天皇の塵輪征伐を神楽化したもの。石見神楽の代表的な鬼舞であり、地方によって三神三鬼・二神二鬼または二神一鬼にて激闘を繰り広げる。口上で「塵輪、黒雲に乗り飛び来たり･･･」と表現する節があり、塵輪は「台風の脅威」を表すとの解釈がある。仲哀天皇実在の真偽は定かでないが、下関に鎮座する忌宮神社には仲哀天皇が豊浦宮に攻め寄せた塵倫と九州の豪族・熊襲を苦戦の末、撃退したという社伝があり、由来の祭りとして数方庭祭がある。
道がえし（ちがえし）
「鬼返し」とも。武甕槌神が、人を喰らい万国を荒らす大悪鬼を退治するという内容。他演目で現れる鬼はほぼ全て討ち取られる結末だが、本演目では「人を喰らわず、九州高千穂の稲を食すように」と武甕槌神が諭し、鬼は降参して高千穂で農業に従事する筋立てとなっている。
天神（てんじん）
藤原時平の讒言により大宰府に左遷された菅原道真が死後天神となり、随身を従え時平を成敗するという内容。石見神楽の中でも特に激しい舞として知られ、衣装の早変わりも特徴である。
八幡（はちまん）/弓八幡（ゆみはちまん）
宇佐神宮の八幡神とされる八幡麻呂が、人々に害をなす第六天の悪魔王を退治するという内容。シンプルな構成の鬼舞であり、子供神楽で演じられる事も多い。
八十神（やそがみ）
「大国」とも。古事記における「大国主の神話」の部分を神楽化したもの。大国主の兄弟である八十神たちは八上姫（ヤガミヒメ）を我がものにしようと恋敵の大国主を様々な謀で殺そうとするが、大国主はこれを撃退するという内容。なお古事記では撃退できず、一旦殺されてしまう。
日本武尊（やまとたけるのみこと）/東大和（ひがしやまと）
古事記における日本武尊の東征を神楽化したもの。賊首の野火攻めに遭った日本武尊が、倭姫命より授けられた天叢雲剣で草を薙ぎ払い賊を退治し、宝剣を「草薙の剣（くさなぎのつるぎ）」と称するまでの内容。賊首が平易な地元の方言で日本武尊打倒の策を練るなど、ユーモアも取り入れて演じられる場合も多い。
頼政（よりまさ）
平家物語における、近衛天皇の御宇・源頼政による鵺退治の伝説を神楽化したもの。石見神楽の中でも最も娯楽性の高い演目の一つとされ、小猿役が観客席を走り回るなどの楽しい演出も見られる。
神楽（かぐら） / 鈴神楽（すずかぐら）
真榊（まさかき）
帯舞（おびまい）
神迎（かんむかえ）
神祇太鼓（じんぎだいこ） / 胴の口（どうのくち）
四神（よじん）険
四剣（しけん）
天蓋（てんがい）
五穀種元（ごこくたねもと）/杵（きね）
八衢（やちまた）
熊襲（くまそ）/西大和（にしやまと）
武の内（たけのうち）

### 主な創作演目
前記演目のほか、各神楽団体により創作され受け継がれている演目もまた多く存在する。特に広島県北西部では、戦後に創作または改訂された『新舞（しんまい）』と総称される能舞（「滝夜叉姫」「戻り橋」「葛城山（土蜘蛛）」「紅葉狩」「悪狐伝」など）が現代の神楽上演において人気演目となっており、石見地方とは異なる独自の進化を遂げている。
大江山（おおえやま）
源頼光らによる酒呑童子討伐の説話を神楽化したもの。筋立てや登場人物は地方・団体によって様々だが、源頼光・渡辺綱・坂田金時・酒呑童子・茨木童子は概ね登場する。
十羅（じゅうら）
「十羅刹女」「日御碕」とも。出雲の日御碕に上陸した異国の鬼女・彦羽根を、スサノオの末娘・十羅刹女が討ち果たすという内容。石見地方西部（益田市周辺）で受け継がれている。通常「十羅刹女」とは仏教における十柱の羅刹女を指すが、本演目はこれをスサノオの子と神仏習合した形で登場させている。
神武（じんむ）
神武東征を神楽化したもの。若御毛沼命が長髄彦との戦いに勝利し、名を神倭磐余彦命（神武天皇）と改め、日本国を建国し初代天皇に即位するまでの内容。広島県（旧千代田町）発祥の演目とされる。
弁慶（べんけい）/五條橋（ごじょうはし）/橋辯慶（はしべんけい）
加藤清正（かとうきよまさ）：石見神楽長澤社中オリジナル演目
有明（ありあけ）三上山（みかみやま）：石見神楽佐野神楽社中オリジナル演目
鏡山（かがみやま）：後野神楽社中オリジナル演目

## 定期公演
石見神楽には定期公演が行われている会場がある。いずれも公演1日につき1-2時間程度。以下は2019年4月現在。

### 島根県
- 温泉津温泉 龍御前神社（大田市、毎週土曜夜、通年、有料）
- 大森町並み交流センター（大田市、不定期 土/日/祝日昼、春 - 秋期、有料）
- 有福温泉 湯の町神楽殿（江津市、毎月1 - 数回 土曜夜、通年、有料）
- パレットごうつ（江津市、毎月第2日曜昼、秋期を除く通年、有料）
- 神楽の里・舞乃市（江津市、毎月第1・第3日曜日昼 / 毎月第2・第4金曜日夜、通年、有料）
- 島根県立しまね海洋館アクアス はっしー広場（浜田市 / 江津市、日曜および連休祝日昼、春 - 秋期、無料）
- 三宮神社[20]（浜田市、毎週土曜夜、通年、有料）
- 道の駅ゆうひパーク浜田（浜田市、毎週第2日曜昼、通年、無料）
- 旭温泉 あさひ荘（浜田市、毎週土曜夜、秋期、有料）
- 益田駅前ビル EAGA（益田市、毎週土曜夜、秋期を除く通年、有料）
- 道の駅津和野温泉なごみの里（津和野町、毎月第1・第3日曜昼、通年、無料）

### 広島県
- 神楽門前湯治村（安芸高田市、毎月金 - 土曜夜 / 毎月日曜昼ほか、通年、有料）※安芸高田神楽

## 主な神楽団体
全団体を列記していない点に留意。このほか、神楽関連の部活動やサークルを保持し、上演活動も行なっている高等学校や大学が複数存在する。

### 島根県

#### 浜田市
浜田石見神楽社中連絡協議会

- 後野神楽社中
- 石見神楽大尾谷社中
- 石見神代神楽上府社中
- 石見神楽佐野神楽社中
- 石見神楽長澤社中
- 石見神楽周布青少年保存会
- 石見神楽長浜社中
- 西村神楽社中
- 石見神楽美川西神楽保存会
- 浜田市職員石見神楽同好会
- 石見神楽亀山社中

金城町石見神楽社中連絡協議会

- 青原神楽社中
- 伊木神楽社中
- 今福神楽社中
- いわみ福祉会芸能クラブ
- 小笹神楽社中
- 上来原神楽社中
- 久佐西組神楽社中
- 下来原西組神楽社中
- 波佐常磐倶楽部
- 若林神楽社中

旭町石見神楽保存会

- 市木神社神楽団
- 今市神楽社中
- 木田神楽社中
- 来尾神楽団
- 坂本神楽社中
- 重富神楽社中
- 都川神楽団
- 戸川神楽社中
- 本郷神楽社中
- 丸原神楽社中
- 和田神楽会

三隅町石見神楽社中協議会

- 井野神楽
- 岡崎神楽社中
- 岡見神遊座
- 河内奏楽中
- 両谷神楽社中

弥栄町石見神楽社中連絡協議会
- 杵束神楽社中
- 安城神楽社中

その他継承団体

- 石見神楽浅井社中
- 石見神楽熱田保存会
- 有福神楽保持者会
- 漁山神楽社中
- 石見神楽宇野保存会
- 追原神楽社中
- 石見神楽上内田保存会
- 松原神楽社中
- 小国神楽社中
- 久佐東神楽社中
- JR石見神楽同好会
- 周布鳶巣神楽保存会
- 鍋石神楽社中
- 日脚神代神楽社中
- 石見神楽細谷社中

#### 益田市
神和会

- 高津神楽社中
- 石見神楽横田社中
- 石見神楽保存会久城社中
- 道川神楽社中
- 種神楽保存会
- 津田神楽社中
- 石見神楽上吉田保存会
- 石見神楽久々茂保存会
- 真砂神楽保存会
- 丸茂神楽社中
- 三谷神楽社中

同好会

- 多田神楽保存会
- 原浜さつき会
- 梅月神遊座
- 大草神楽愛好会

無所属

- 石見神楽須子社中
- 石見神楽久木社中
- 三葛神楽保持者会
- 飯田神楽同好会
- 匹見神楽社中

#### 江津市
江津市内神楽団体

- 有福温泉神楽団
- 大都神楽団
- 川平神楽社中
- 嘉戸神楽社中
- 上津井神楽社中
- 谷住郷神楽社中
- 都治神楽社中
- 石見神楽　波子社中
- 嘉久志神楽子ども会
- 有福温泉子ども神楽団
- 今田神楽社中
- 小田舞子連中
- 川戸神楽社中
- 長谷同志会
- 八戸神楽社中
- 市山神友会
- 江尾大元神楽保存会
- 山中神楽社中
- 倭川戸神楽社中

#### 松江市
- 石見神楽　松江真舞会

#### 出雲市
- 石見神楽東神楽同好会

#### 大田市
- 大屋神楽社中
- 温泉津舞子連中
- 土江子ども神楽団

#### 津和野町
- 日原社中
- 木ノ口神楽社中
- 左鐙神楽社中
- 長福千原座神楽社中
- 中川八千代座神楽社中
- 須川神楽社中
- 石州舞子供神楽保存会

#### 吉賀町
- 抜月神楽団
- 白谷神楽社中

#### 邑智郡
- 都神楽団
- 川本神楽団
- 千原神楽団
- 因原神楽団
- 三谷神楽団
- 三原神楽団
- 雪田神楽団
- 高原神楽団
- 出羽神楽団
- 榲尾神楽団
- 井原神楽団

#### 飯南町
- 飯南神楽団

### 広島県
広島市
- 大森神楽団
- 水内神楽団
- 下五原神楽団
- 上河内神楽団
- 下河内神楽団
- 高井神楽団
- 宮乃木神楽団
- あさひが丘神楽団
- 鈴張神楽団
- 飯室神楽団
- 綾西神楽団
- 亀山神楽団
- 宮崎神楽団
- あおぞら子供神楽団
- 上中調子神楽団
- 三城田神楽団
- 國光神楽団
- 阿刀神楽団

廿日市市
- 栗栖神楽団
- 吉和神楽団
- 玖島神楽団
- 河津原神楽団

安芸高田市
- 梶矢神楽団
- 上河内神楽団
- 佐々部神楽団
- 塩瀬神楽団
- 青神楽団
- 日吉神楽団
- 中北神楽団
- 黒瀧神楽団
- 吉田神楽団
- 高猿神楽団
- 広森神楽団
- 山根神楽団
- 横田神楽団
- 羽佐竹神楽団
- 来女木神楽団
- 桑田天使神楽団
- 神幸神楽団
- 美穂神楽団
- 錦城神楽団
- 天神神楽団
- 八千代神楽団

安芸太田町
- 川北神楽団
- 松原神楽団
- 堀神楽団
- 木坂神楽団
- 高下神楽団
- 猪山神楽団
- 土居神楽団
- 上殿神楽団
- 本郷神楽団
- 三谷神楽団
- 梶原神楽団
- 坂原神楽団
- 津浪神楽団
- 安野神楽団
- 加計神楽保存会

北広島町
- 有田神楽団
- 琴庄神楽団
- 中原神楽団
- 吉木神楽団
- 上石神楽団
- 春木神楽団
- 上川戸神楽団
- 中川戸神楽団
- 苅屋形神楽団
- 雄鹿原上組神楽団
- 雄鹿原下組神楽団
- 大暮神楽団
- 才乙旭神楽団
- 溝口神楽団
- 田尾組神楽団
- 郷之崎神楽団
- 市神楽団
- 東山神楽団
- 筏津神楽団
- 小市馬神楽団
- 小枝神楽団
- 大塚神楽団
- 八栄神楽団
- 宮之庄神楽団
- 朝間神楽団
- 盤門神楽団
- 宮迫神楽団
- 上本地神楽団
- 山王神楽団
- 本地中組神楽団
- 高野神楽団

三次市
- 伊賀和志神楽団
- 茂田神楽団
- 布野神楽団
- 横谷神楽団
- 穴笠神楽団
- 大子共炎Next

### 他の地域
- 佐賀神楽団（佐賀県）
- 石見神楽東京社中（東京都）
- 石見神楽大阪社中（大阪府）
- 京都瓜生山舞子連中（京都府、京都造形芸術大学）
- 元更別大国神社石見神楽保存会（北海道）
- 占冠神楽保存会（北海道）
- ブラジル神楽団（ブラジル）